# Микшиев, Пётр Григорьевич
Пётр Григорьевич Ми́кшиев (1935—2021) — советский и российский актёр театра. Народный артист РФ (2002). Лауреат Государственной премии РСФСР имени К. С. Станиславского (1972).

## Биография
Родился 14 марта 1935 года в крестьянской семье, карел.
В 1957 году окончил национальный курс Ленинградского театрального института, курс профессора Е. И. Тиме. После окончания института служил в армии.
С 1959 года — актёр Финского драматического театра (ныне Национальный театр Республики Карелия).
В 1960—1970 годах — участник мужского вокального ансамбля «Манок», пропагандировавшего финскую народную песню. Один из создателей хора карельской песни «Oma pajo» («Родная песня») в 1990 году.
Член правления Союза карельского народа, член Совета представителей карелов, вепсов и финнов при Главе Республики Карелия.
Умер 4 июня 2021 года. Похоронен на почётном участке Сулажгорского кладбища.

## Признание
- Государственная премия РСФСР имени К. С. Станиславского (1972) — за исполнение роли Васселея в спектакле «Примешь ли меня, земля карельская?» А. Н. Тимонена, поставленный на сцене Финского ДТ Карельской АССР
- премия Главы Республики Карелия «Сампо» (1998)
- премия Республики Карелия 2010 года в области театрального искусства.
- народный артист РФ (2002)
- заслуженный артист Карельской АССР (1972)

## Творчество
За годы творческой деятельности актёром создано около 300 ролей, среди которых:
- 1965 — «Куллерво» Ю. Эркко — Куллерво
- 1968 — «Баня» В. В. Маяковского — Велосипедкин; «Ромео и Джульетта» Шекспира — Меркуцио; «Охота на ведьм» А. Миллера — Пастор Гайльс
- 1969 — «Примешь ли меня, земля карельская?» А. Н. Тимонена — Васселей
- 1970 — «Дети природы» М. Лассила
- 1974 — «Калевала» — Илмаринен
- 1982 — «Гедда Габлер» Г. Ибсена — Тесман
- 1986 — «Кабаре» Дж. Мастероффа — Шульц
- 1989 — «Свалка» А. А. Дударева — Пифагор
- 1992 — «Слон» А. А. Копкова — Мочалкин
- 1998 — «Пока она умирала» Н. М. Птушкиной — Игорь Николаевич
- 1999 — «Осень и зима» Л. Нурена — Хенрик; «Играем Стриндберга» Дюрренматта — Эдгар
- 2001 — «Забавы доктора Ариэля» А. Касоны
- 2002 — «Входит свободный человек» Т. Стоппарда — Джордж Райли
- 2003 — «Старомодная комедия» А. Н. Арбузова — Родион Николаевич; «Нумми-фарс» А. Киви
- 2005 — «Липериада» М. Лассила — Пастор; «Коробейники» С. Кантерво — Пекка Липкин
- «Дамы и гусары» А. Фредро — Капеллан
- «Кавказский меловой круг» Б. Брехта — Старый крестьянин
- «Жаворонок» Ж. Ануя — Инквизитор
- «Салемские колдуньи» А. Миллера — Пастор Хейз
- «Дело святое» Ф. М. Булякова — Старик

## Семья
- жена — Виено Микшиева (Кеттунен) (р. 1937) — народная артистка Карельской АССР (1982), заслуженная артистка Российской Федерации (2000)[1].